# Pervomajský rajón (Charkovská oblast)
Pervomajský rajón (ukrajinsky Первомайський район) byl rajón v Charkovské oblasti na Ukrajině. Hlavním městem byl Pervomajskyj a rajón měl přibližně 16 tisíc obyvatel. 

## Sídla v rajónu
- Pervomajskyj